# Bill Johnson (contrabassist)
William Manuel Johnson (Talladega, 10 augustus 1884 – New Braunfels, 3 december 1972) was een Amerikaanse jazzcontrabassist en orkestleider van de dixielandjazz. Hij was de oprichter van The Original Creole Orchestra en van King Oliver's Creole Jazz Band.

## Biografie
Johnson begon omstreeks 1890 als gitarist en speelde ook banjo. Omstreeks 1900 trad hij ook op met de contrabas. Hij beweerde de meer energieke slapping-stijl van het basspel te hebben uitgevonden, nadat hij zijn strijkstok had gebroken. Hij leerde deze stijl niet alleen de bassisten in New Orleans, maar ook die in Chicago tijdens de jaren 1920.
Johnson speelde eerst in de Olympia Band. Hij was oprichter (met Jimmy Palao) en manager van de eerste New Orleans-band The Original Creole Orchestra, die de stad verliet om over de grenzen van de naaste omgeving te toeren en waarmee hij van 1912 tot 1918 onderweg was en waarin o.a. Freddie Keppard speelde. Al in 1909 speelde hij eigenlijk met zijn eigen band in Californië. Bovendien stond hij achter de oprichting van de King Oliver's Creole Jazz Band in het Royal Garden begin jaren 1920 in Chicago, waarin hij ook tot de ontbinding in 1923 contrabas speelde. Hij speelde daarna in eigen bands en in enkele van Johnny Dodds en nam tot eind jaren 1920 veel op in Chicago. Deels onder een andere naam was hij tot in de jaren 1950 actief als muzikant. Daarna verhuisde hij naar Mexico, waar hij aan de Mexicaanse grens werkzaam was in de import/export.
Jelly Roll Morton was de langjarige vriend (volgens Morton waren ze ook getrouwd) en latere zakenpartner van de zus van Bill Johnson, Anita Johnson Gonzales. Zijn broer Ollie 'Dink' Johnson was ook muzikant (klarinet, piano), die o.a. in het Original Creole Orchestra werkte als drummer.
Hij dient niet te worden verwisseld met de saxofonist Bill Johnson en de banjospeler Bill Johnson.

## Overlijden
Bill Johnson overleed in december 1972 op 88-jarige leeftijd.